# Arpeggio of Blue Steel
Arpeggio of Blue Steel (蒼き鋼のアルペジオ Aoki Hagane no Arpeggio?, lit. Arpegio de acero azul), es una serie de manga japonés producida por Ark Performance y serializado en Young King OURs de Shōnen Gahōsha. Se han lanzado veintinueve volúmenes de manga y se emitió una serie de anime de Sanzigen del 7 de octubre de 2013 al 23 de diciembre de 2013. El mismo estudio también produjo dos películas basadas en la serie. La primera película fue lanzada el 31 de enero de 2015, mientras que la segunda película fue lanzada el 3 de octubre de 2015.

## Argumento
Debido al calentamiento global y la subida del nivel del mar a principios del siglo XXI, gran parte de la masa terrestre se ha perdido. En 2039, flotas de poderosos buques de guerra inteligentes, armados con tecnología avanzada y posiblemente armamento "alienígena", aparecen misteriosamente y devastan las fuerzas navales del mundo. Estas naves, denominadas colectivamente como "La Flota de la Niebla", imponen un bloqueo naval y aéreo mundial, evitando que la humanidad viaje tanto por los océanos como a otras naciones. Durante el bloqueo, la Flota de Niebla creó Modelos Mentales, avatares humanoides que contenían el núcleo de la Unión de un barco, como un medio para desarrollar el autocultivo y superar su falta de pensamiento creativo sobre las tácticas que poseían los humanos, que al mismo tiempo hicieron los Modelos Mentales desarrollar su propia personalidad única.
En 2056, 17 años después de que comenzara el bloqueo, Gunzō Chihaya, un exalumno de la Academia Nacional de Marina de Japón, es el capitán de un pequeño grupo de corsarios llamado "Acero Azul". Los Acero Azul son famosos por poseer un submarino de niebla, el I-401, junto con su Modelo Mental Iona, que desertó al lado humano. Debido a la tecnología I-401 y las habilidades tácticas de Gunzō, el Blue Steel no solo sobrevivió a varios encuentros con la Flota de la Niebla, sino que logró hundir uno de sus buques de guerra más poderosos.
Gunzō y su tripulación son contratados por una facción del gobierno japonés para entregar el prototipo de la ojiva vibratoria, un arma poderosa que finalmente puede permitir a la humanidad luchar contra la Niebla, a los Estados Unidos. Estados Unidos es el único país con los recursos y la capacidad para producir en masa el sistema de armas. Sin embargo, el Blue Steel enfrentará obstáculos en su viaje no solo de la Flota de la Niebla y sus aliados humanos, sino también de otros gobiernos y facciones con sus propias agendas. En el camino también ganarán aliados propios de ambos lados, aumentando sus posibilidades contra probabilidades aparentemente abrumadoras.

## Personajes

### Flota del Acero Azul
Gunzō Chihaya (千 早 群像 Chihaya Gunzō?)
Seiyū: Jun Fukuyama (Drama CD) Kazuyuki Okitsu (Anime)
El protagonista principal, capitán del I-401 y líder de la Flota Blue Steel. No le interesa destruir la Flota de la Niebla, sino estar en pie de igualdad con ellos para que se puedan realizar negociaciones que conduzcan a la paz.
Iona (イ オ ナ Iona/ I-401?)
Seiyū: Aoi Yūki (Drama CD) Mai Fuchigami (Anime)
El Modelo Mental (avatar humano) del submarino I-401 que abandonó la Niebla para convertirse en la nave de Gunzō por su propia voluntad.
En la película de Cadenza, se reveló que el buque insignia supremo Yamato fue derrotado por su hermana Musashi después de que ella se alborotó y había llevado su último deseo a la misma Iona, por lo tanto, la razón para llevar núcleos duales dentro de ella, que sería la de Gunzō. embarcar y negociar con la flota de niebla para poner fin a la guerra, que fueron las acciones del padre de Gunzō. Después de derrotar a Musashi convirtiéndose en uno con Yamato, ella desaparece ya que había cumplido su propósito y se despide de Gunzō. A lo largo de la serie, Iona ha desarrollado emociones humanas que llevaron a los otros barcos de niebla a clasificarla como traidora, pero aquellos que entraron en contacto con ella han desertado de la niebla, se unieron a la flota de acero azul o tenían el modelo mental de la nave. errores experimentados Después de derrotar a Hyuga, la tripulación del I-401 rescató y montó el acorazado del Super Cañón Gravitacional en la proa del submarino. En el manga, se ha demostrado que usa el Bombarderos de buceo M6A Seiran con los que estaba equipada su contraparte de la vida real, convirtiéndola en la única embarcación Fog que haya visto utilizar aviones.
Sō Oribe (織 部 僧 Oribe Sō?)
Seiyū: Tomokazu Sugita (Drama CD) Shinobu Matsumoto (Anime)
Primer compañero de I-401 que siempre usa un casco supuestamente debido a alergias. Es el amigo más cercano de Gunzo y siempre sabe lo que está pensando este último. Él ejerce el cargo de timonel y oficial ejecutivo.
Kyōhei Kashihara (橿 原 杏 平 Kashihara Kyōhei?)
Seiyū: Minoru Shiraishi (Drama CD) Eiji Miyashita (Anime)
Oficial de armas de la I-401. A diferencia del resto de sus amigos en el Acero Azul que estaban entre los diez primeros durante sus días en la Academia Naval, Kyōhei estaba en el puesto 200. También posee una gran colección de productos de ídolos de huecograbado y generalmente es el primero en entrar en pánico cuando la tripulación se encuentra en apuros.
Iori Watanuki (四月 一日 い お り Watanuki Iori?)
Seiyū: Aki Toyosaki (Drama CD) Minami Tsuda (Anime)
Ingeniero de I-401 que opera los motores de la embarcación.
Shizuka Hazumi (八月 一日 静 Hazumi Shizuka?)
Seiyū: Nao Tōyama (Anime)
Operadora de sonda de la I-401 , ella también es una soldado capaz de derribar varias tropas con habilidad y estrategia solamente. Su pasado es un misterio, pero se sabe que ha estado en Taiwán.
Hyūga (ヒ ュ ウ ガ Hyūga?)
Seiyū: Saki Fujita (Anime)
Un antiguo acorazado de niebla y buque insignia de la Segunda Flota Oriental que fue derrotado por Iona y su tripulación. Gunzo y los demás rescataron su Super Gravitational Cannon y lo instalaron en la I-401. El Modelo Mental de Hyūga (avatar humano) se ha convertido desde entonces en el operador del puerto de Blue Steel, con las armas de su nave y la Wave Force Armor convirtiéndose en la defensa de la isla. Ella ha estado obsesionada con Iona desde su batalla y ve la cercanía de Iona con Gunzo como un obstáculo para sus afectos, así como para Takao. Sin embargo, ella se preocupa por la seguridad de sus compañeros y ayuda con todo lo que necesitan. También se sabe que es una pirata informático para poder acceder a los sistemas del barco de niebla y piratearlos para mantener sus barcos seguros.
En la película Cadenza, Ella restaura el barco de Takao consumiendo la mitad de las islas Iwo Jima y viaja con Takao para combatir los barcos de niebla del consejo estudiantil para derrotar a Musashi.
Takao (タ カ オ Takao?)
Seiyū: Rina Satō (Drama CD) Manami Numakura (Anime)
El modelo mental (avatar humano) del crucero pesado Fog Takao. Después de que Gunzo la derrota en la batalla, Takao se enamora de él y luego se une a la flota del Acero Azul. Ella es casi destruida para siempre por la flota de Zordan, pero es salvada justo a tiempo por un ataque sorpresa de Iona y Hyūga. Sin embargo, su núcleo es rescatado por la I-402 y entregada a Yamato, quien le asigna que se infiltre en una instalación humana en una misión especial con la promesa de que se le permitirá regresar al lado de Gunzo una vez que se haya completado. El manga derivado Salty Road sigue los días de Takao entre otros humanos durante dicha misión.
En la adaptación de Ars Nova, Takao se sacrifica a sí misma para salvar a Gunzō y al I-401 que sufrió daños críticos. Esto da como resultado un supersubmarino llamado Ars Nova con las capacidades de procesamiento y potencia de fuego de Takao e Iona. Ella existía en forma digital dentro de los sistemas informáticos del submarino. Al final del anime, recupera su forma de Modelo Mental. En la película Cadenza, recupera su nave después de negociar como mensajera al gobierno japonés de los códigos de las ojivas vibratorias con la ayuda de las habilidades de Hyuga y entra en combate para salvar a la I-401 del consejo estudiantil de la niebla y compra tiempo para -401 para derrotar a Musashi. Originalmente estaba equipada con un Cañón Súper Gravitacional, pero su barco reconstruido usó dos grandes taladros tomados prestados de la antigua base en Iwo Jima, para molestia de Takao.

## Medios

### Manga
El manga comenzó la serialización en el 30 de septiembre de 2009 en la revista Young King OURs de Shōnen Gahōsha. El primer volumen tankōbon fue lanzado el 30 de abril de 2010; se han publicado veintinueve volúmenes al 30 de julio de 2025. También se lanzó un libro guía que contiene una historia corta y un CD de drama. La serie fue autorizada por Seven Seas Entertainment en julio de 2013, quien lanzó el primer volumen el 1 de julio de 2014; veinte volúmenes se han lanzado a partir de marzo de 2024.
Un manga spin-off ilustrado por TALI titulado Salty Road, que se centra en Takao, I-402 y Zuikaku durante su infiltración en Yokosuka, comenzó a serializarse el 16 de octubre de 2014 en la revista Young King OURs.

#### Volúmenes
| Núm. | Fecha de publicación    | ISBN                   |
| ---- | ----------------------- | ---------------------- |
| 1    | 30 de abril de 2010     | ISBN 978-4-7859-3375-3 |
| 2    | 30 de octubre de 2010   | ISBN 978-4-7859-3495-8 |
| 3    | 30 de marzo de 2011     | ISBN 978-4-7859-3593-1 |
| 4    | 29 de octubre de 2011   | ISBN 978-4-7859-3726-3 |
| 5    | 29 de abril de 2012     | ISBN 978-4-7859-3831-4 |
| 6    | 30 de octubre de 2012   | ISBN 978-4-7859-3954-0 |
| 7    | 30 de mayo de 2013      | ISBN 978-4-7859-5056-9 |
| 8    | 30 de octubre de 2013   | ISBN 978-4-7859-5150-4 |
| 9    | 30 de junio de 2014     | ISBN 978-4-7859-5327-0 |
| 10   | 26 de diciembre de 2014 | ISBN 978-4-7859-5460-4 |
| 11   | 30 de junio de 2015     | ISBN 978-4-7859-5599-1 |
| 12   | 30 de abril de 2016     | ISBN 978-4-7859-5762-9 |
| 13   | 30 de noviembre de 2016 | ISBN 978-4-7859-5915-9 |
| 14   | 30 de junio de 2017     | ISBN 978-4-7859-6034-6 |
| 15   | 30 de noviembre de 2017 | ISBN 978-4-7859-6075-9 |
| 16   | 30 de julio de 2018     | ISBN 978-4-7859-6254-8 |
| 17   | 27 de febrero de 2019   | ISBN 978-4-7859-6392-7 |
| 18   | 1 de octubre de 2019    | ISBN 978-4-7859-6488-7 |
| 19   | 1 de junio de 2020      | ISBN 978-4-7859-6685-0 |
| 20   | 30 de octubre de 2020   | ISBN 978-4-7859-6785-7 |
| 21   | 30 de junio de 2021     | ISBN 978-4-7859-6940-0 |
| 22   | 27 de diciembre de 2021 | ISBN 978-4-7859-7061-1 |
| 23   | 30 de agosto de 2022    | ISBN 978-4-7859-7215-8 |
| 24   | 28 de diciembre de 2022 | ISBN 978-4-7859-7219-6 |
| 25   | 29 de junio de 2023     | ISBN 978-4-7859-7432-9 |
| 26   | 30 de noviembre de 2023 | ISBN 978-4-7859-7547-0 |
| 27   | 30 de mayo de 2024      | ISBN 978-4-7859-7649-1 |
| 28   | 30 de octubre de 2024   | ISBN 978-4-7859-7800-6 |
| 29   | 30 de julio de 2025     | ISBN 978-4-7859-7992-8 |

### Anime
Un anime generado por CG producido por Sanzigen titulado Arpegio de Acero Azul-Ars Nova-, comenzó a emitirse el 7 de octubre de 2013. La canción de apertura es "Savior of Song" interpretada por Nano y MY FIRST STORY, y las dos terminaciones Las canciones temáticas son interpretadas por Trident, que se compone de Mai Fuchigami, Manami Numakura e Hibiku Yamamura: "Blue Field (ブ ル ー ・ フ ィ ー ル ド)" y "Innocent Blue". La serie de televisión presenta un final original de anime que difiere de la trama del manga. La repetición de la serie en la televisión durante 2014 estuvo acompañada de una serie de cortos de comedia titulada Kiri-Kuma (Fog Bears) con los personajes de Fog en forma de oso. Crunchyroll con distribución por Discotek Media, y lanzaron un paquete combinado de Blu-ray / DVD de la serie el 4 de noviembre de 2016.
En septiembre de 2013, se anunció que habría un proyecto de colaboración entre el anime Arpegio de Acero Azul y el juego en línea Kantai Collection. Los ilustradores para Kadokawa Games, incluidos Shibafu y Konishi, son responsables de dibujar algunas de las cartas finales, que presentan cruces con personajes de la Colección Kantai. Un evento especial en el juego Arpegio de Acero Azul para Kantai Collection también tuvo lugar del 24 de diciembre de 2013 al 6 de enero de 2014.
En junio de 2014, se anunciaron dos películas animadas basadas en el manga. El primero, titulado Arpegio de Acero Azul-Ars Nova DC-, es una compilación de la serie de televisión con escenas adicionales. Nano interpreta la canción del tema, titulada "Rock on". La segunda película es una historia completamente nueva.
El anime fue licenciado por Televisa en América Latina y estrenado con doblaje latino el 19 de noviembre de 2019 en BitMe. Anime Onegai adquirió los derechos de transmisión de la serie (incluyendo su doblaje) después de que Televisa los perdiera.

#### Lista de episodios
| # | Título                                                                 | Estreno                 | Estreno en Latinoamérica |
| --- | ---------------------------------------------------------------------- | ----------------------- | ------------------------ |
| 1 | «Rutas Náuticas» «Kōro o motsu mono» (航路を持つ者)                    | 7 de octubre de 2013    | 19 de noviembre de 2019  |
| En un futuro cercano, la humanidad ha sido expulsada de los mares y las masas de tierra están aisladas por la fuerza con la llegada de la "Flota de Niebla"; Naves controladas por IA que poseen tecnología y potencia de fuego superiores. A pesar de los esfuerzos combinados de la ONU, la Flota de Niebla logra destruir toda oposición y arrojar al mundo a un estado de confusión. Años más tarde, el gobierno japonés se está preparando para enviar un transbordador de carga no tripulado a la órbita. El barco de la Flota de Niebla Nagara aparece e intenta asaltar el sitio de lanzamiento. El lanzamiento es un éxito cuando el submarino Fog I-401 tripulado por humanos derrota al enemigo a pedido del gobierno. Después de la batalla, el capitán del I-401, Gunzō Chihaya, recuerda con el modelo mental de la nave, un avatar humano llamado Iona, sobre su primer encuentro hace dos años. Fue durante este tiempo que la I-401 estuvo bajo custodia humana durante años, sin responder hasta que Gunzo entró en contacto con ella, despertando a Iona. Después de que Iona revela que tenía instrucciones de servir bajo su mando, Gunzo acepta unir fuerzas con ella y huyen juntos. En el presente, Ryūjirō Kamikage, el Subsecretario de Asuntos Militares, se acerca a Gunzō, quien revela que el transbordador fue destruido antes de cumplir su tarea; entregar los planes de una nueva arma desarrollada para combatir las naves de la Niebla a los Estados Unidos ya que Japón ahora carece de los recursos necesarios para producirla en masa. Al aceptar la tarea de cruzar el Océano Pacífico para llevar los planes a los EE. UU. Solos, Gunzō y su tripulación parten para reabastecerse en la base de Yokosuka. Mientras tanto, teniendo en cuenta el enfoque de la I-401, el pesado crucero Takao de la Niebla se prepara para atacarlo. |                                                                        |                         |                          |
| 2 | «En la tormenta» «Arashi no naka e» (嵐の中へ)                         | 14 de octubre de 2013   | 21 de noviembre de 2019  |
| Takao bloquea el camino de la I-401 hacia Yokosuka al ubicarse dentro del ojo de un tifón y, después de afirmar que cualquier intento de evitar la confrontación es demasiado arriesgado, Gunzō decide enfrentarse a Takao. Después de que Iona apenas logra evadir un ataque del Super Gravity Cannon de Takao, Gunzō analiza los datos de combate resultantes y señala que los ataques de Takao han tenido una precisión precisa desde una distancia mucho mayor que sus capacidades de sensor. Concluye que esto solo puede ser posible si hay una segunda embarcación que posee tecnologías de sensores superiores cercanas, con la hipótesis de que un submarino está oculto debajo del casco de Takao. Gunzō luego ordena a la tripulación que prepare su propio cañón Super Gravity que salvaron de su batalla anterior con el acorazado Fog Hyūga y lo usa para destruir el submarino y obligar a Takao a rendirse. Con sus sistemas bloqueados durante 24 horas por Iona para evitar que persiga a la I-401, Takao se pregunta por qué Gunzo la salvó y se interesa por él. |                                                                        |                         |                          |
| 3 | «El puerto fortaleza de Yokosuka» «Yosai Kō Yokosuka» (要塞港 横須賀)  | 21 de octubre de 2013   | 26 de noviembre de 2019  |
| 4 | «Asalto en Yokosuka» «Yokosuka Kyūshū» (横須賀急襲)                    | 28 de octubre de 2013   | 28 de noviembre de 2019  |
| 5 | «No humana» «Hito Narazaru Mono» (人ならざる者)                        | 4 de noviembre de 2013  | 3 de diciembre de 2019   |
| 6 | «Amiga» «Tomodachi» (ともだち)                                         | 11 de noviembre de 2013 | 5 de diciembre de 2019   |
| 7 | «Iwo Jima» «Iō-tō» (硫黄島)                                            | 18 de noviembre de 2013 | 10 de diciembre de 2019  |
| 8 | «Casa de muñecas» «Ningyō no Ie» (人形の家)                            | 25 de noviembre de 2013 | 12 de diciembre de 2019  |
| 9 | «Escape desesperado» «Kesshi no dasshutsugyō» (決死の脱出行)           | 2 de diciembre de 2013  | 17 de diciembre de 2019  |
| 10 | «Autosacrificio» «Sono Mi o Sasagu» (その身を捧ぐ)                     | 9 de diciembre de 2013  | 19 de diciembre de 2019  |
| 11 | «Hermanas» «Shimai» (姉妹)                                             | 16 de noviembre de 2013 | 24 de diciembre de 2019  |
| 12 | «El poder para abrir el camino» «Kōro o Hiraku Chikara» (航路を拓く力) | 23 de noviembre de 2013 | 26 de diciembre de 2019  |

## Recepción
Arpeggio of Blue Steel -Ars Nova Cadenza- fue séptimo en su primer fin de semana, con US $ 562,000.